# Peak Seven
Der Peak Seven (englisch für Gipfel Sieben, auch bekannt als West-Nunatak) ist ein 2182 m hoher Nunatak im ostantarktischen Mac-Robertson-Land. In der Gruppe der Stinear-Nunatakker ragt er 8 km westsüdwestlich des Summers Peak auf.
Eine Mannschaft der Australian National Antarctic Research Expeditions entdeckte ihn im Jahr 1954. Sein Name ist ein Deckname für das südlichste Objekt, das diese Mannschaft erreicht hatte.